# 猫実川
猫実川（ねこざねがわ）は、千葉県浦安市および市川市を流れる二級河川。猫実川水系の本流である。浦安市北栄（浦安駅付近）に源を発し、浦安市街を経たのち浦安市と市川市の境界を流れ東京湾に注ぐ。
流域は9割が市街化されており、雑排水を水源とする閉鎖性河川である。
小野寺康都市設計事務所がデザインした浦安駅から上流にむかっての「二層河川」部（上部がせせらぎ）が、2003年度グッドデザイン賞受賞。

## 河川施設
- 猫実一号水門
- 猫実二号水門
- 猫実三号水門
- 猫実川排水機場

## 橋梁
- 塩美橋（千葉県市川市/浦安市）